# Lutowsee
Der Lutowsee liegt südöstlich von Neustrelitz im Oberlauf des Floßgrabens. Er gehört zum Naturpark Feldberger Seenlandschaft im Landkreis Mecklenburgische Seenplatte in Südostmecklenburg auf dem Gemeindegebiet Wokuhl-Dabelow zwischen den Siedlungen Herzwolde im Norden und Grammertin im Südosten. Er ist ein langstreckter, wenig gegliederter Rinnensee, dessen Westufer bewaldet ist und dessen Ostufer landwirtschaftlich genutzt wird. Er ist fast zwei Kilometer lang und hat eine ungefähre Breite von 300 Metern. Der Name leitet sich möglicherweise vom slawischen Wort *lut mit der Bedeutung „Lindenbast, Bast, Gerte“ ab.

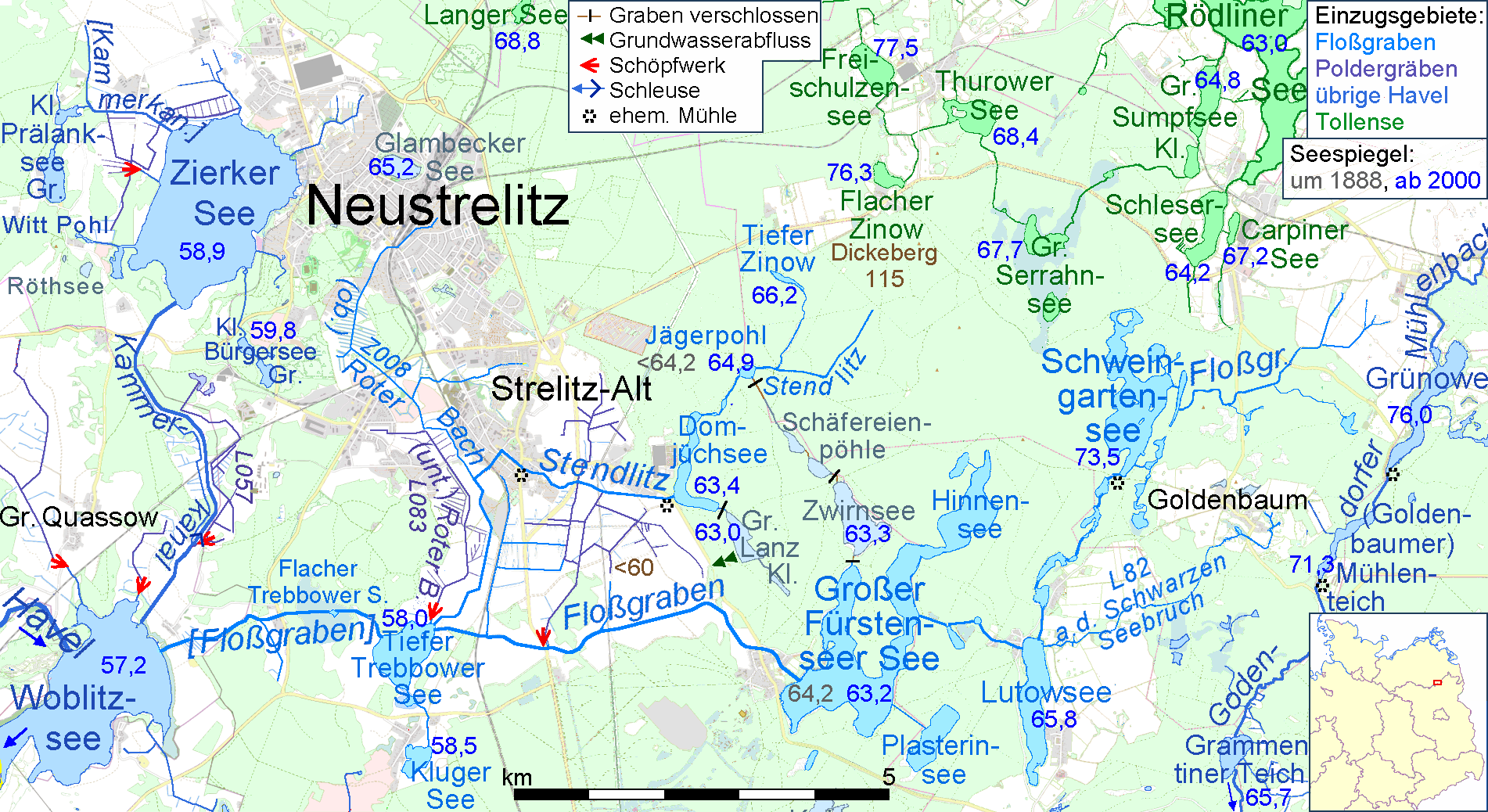
Der Große Fürstenseer See im Verlauf des Floßgabens östlich von Neustrelitz